# Komi
La república de Komi (en ruso: Республика Коми, tr.: Respúblika Komi; en komi, Коми Республика), históricamente conocida como Zirianía es una de las veinticuatro repúblicas que, junto con los cuarenta y siete óblast, nueve krais, cuatro distritos autónomos y tres ciudades federales, conforman los ochenta y nueve sujetos federales de Rusia. 
Su capital es Syktyvkar. 
Está ubicado en el distrito Noroeste, limitando al norte con Nenetsia, al noreste con Yamalia-Nenetsia, al este con Janti-Mansi, al sureste con Sverdlovsk, al sur con Perm, al suroeste con Kírov y al oeste con Arcángel, lo que la hace ubicarse geográficamente en Europa.

## Geografía
Komi ocupa una superficie de 416 774 km². Su territorio corresponde en su mayor parte a la cuenca del río Pechora, aunque su sector meridional corresponde a la cuenca del río Víchegda, principal afluente del Dviná Septentrional. El relieve está constituido por una extensa llanura cubierta de tundra en su mitad norte, y de taiga (predominando en ésta los abetos) en el sur. Su sector oriental forma parte de los montes Urales septentrionales, encontrándose en estos la máxima altitud (Monte Naródnaya) con 1894 m. 
Las cuencas del Pechora y del Dviná Septentrional se encuentran separadas por una cumbrera de escasa altitud llamada en ruso Timánskiy Kraž, mientras que la cuenca del Víchegda es a su vez separada de la cuenca del río Kama por otras alturas morrénicas llamadas en ruso Sévernyie Uvaly (Uvaly del norte). 
Al norte del Pechora los suelos son pantanosos y, ya en la latitud del círculo polar ártico (que se encuentra, paralelamente, muy próximo a la frontera septentrional de la república) los suelos son del tipo llamado permafrost.
En cuanto a su geografía política, la república Komi se encuentra incluida en el Distrito Federal del Noroeste. Komi se halla rodeada por las siguientes divisiones políticas: Al noroeste por el óblast (provincia) de Arcángel, al norte por el ókrug (distrito) de los Nénets o Nenetsia, al noreste por el distrito de los Yamalo-Nénets o Yamalia, al este por el distrito de los Janti-Mansi o Khantia-Mansia, al sureste por el krai o territorio de Perm, al sur (hasta 2005 al menos) por el distrito autónomo Komi-Permyac o Permiakia y al suroeste por los óblast de Kírov y Sverdlovsk.

### Mapas

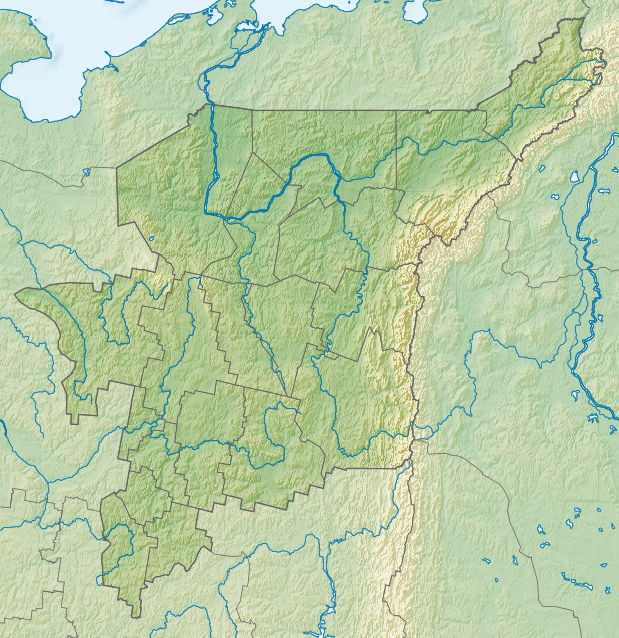
Relieve de la república Komi
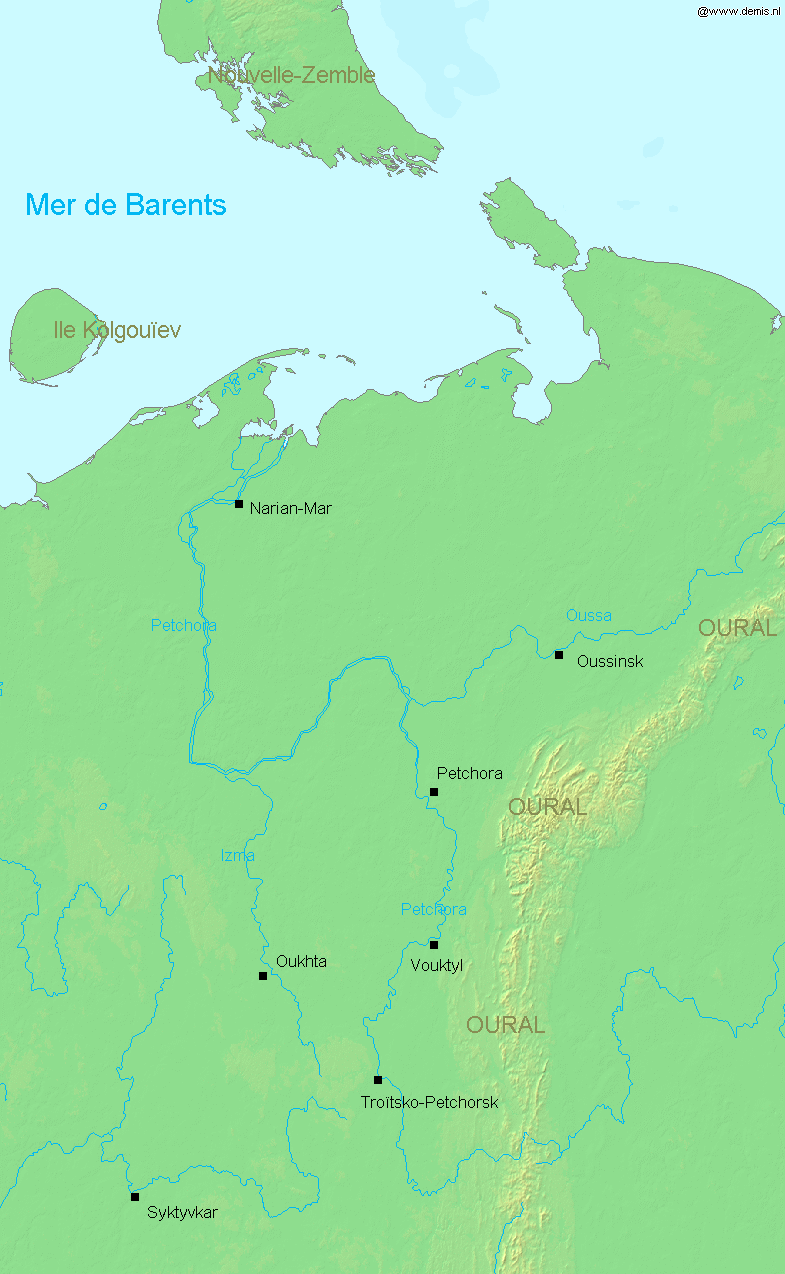
El Pechora —el principal río de Komi— fluye en dirección norte hasta entrar en Nenetsia
El río Víchegda —afluente del Dviná Septentrional— fluye en dirección oeste por el suroeste de Komi

## División política
La república de los Komi se estableció en su forma actual el 26 de mayo de 1992.
Las principales ciudades son:

- Syktyvkar
- Vorkutá
- Ujtá

## Demografía
El panorama étnico, aproximadamente la mitad de la población, se declara perteneciente a la etnia komi (llamados por los rusos zirianky -zirianos o zirianes-) del grupo Komi-Permianos que habla una lengua del grupo ugro-finés; casi el 40 % de la población se declara rusa, los otros grupos étnicos numéricamente relevantes (aunque con menos del 1 % de la población total cada uno) son los tártaros, ucranianos y bielorrusos. En conjunto los censos señalan 55 nacionalidades y etnias habitando en el territorio de la república Komi.

## Economía
Tradicionalmente la población de los komi ha basado su economía en la ganadería de renos, realizando su explotación mediante familias nucleares asociadas. Sin embargo desde 1922 ha tomado impulso la explotación e industrialización de los recursos petroleros y forestales.